# Логинов, Евгений Юрьевич
Евге́ний Ю́рьевич Ло́гинов (род. 13 мая 1965, Карасук, Новосибирская область) — российский политический деятель, депутат Государственной Думы Российской Федерации I (1993—1995), II (1995—1999) и III (2002—2003) созывов, полковник запаса ВС РФ.

## Биография
1986 — окончил Новосибирское высшее военно-политическое общевойсковое училище. 1995 — окончил Военный университет Министерства обороны РФ, военно-гуманитарный факультет, по специальности «военный социолог-исследователь».
1986—1993 — служба в Вооружённых Силах СССР и РФ. Был заместителем командира роты по политической части, секретарём комитета ВЛКСМ, помощником начальника политотдела по комсомольской работе, заместителем командира батальона по военно-политической работе.
1993—2003 — депутат Государственной Думы (с перерывом в 2000—2002 г.).
2004—2008 — служба в Главном управлении воспитательной работы Вооруженных сил РФ в отделе психологической подготовки войск. Выслужив установленный срок, в 2008 году уволился в запас.
2016 - разведчик 7 бригады 2АК ЛНР

## Политическая деятельность
С мая 1992 года — член ЛДПР.
1993 — создал и возглавил Новосибирское региональное отделение ЛДПР.
1993, декабрь — избран депутатом Государственной Думы Российской Федерации по региональному списку ЛДПР. Входил во фракцию ЛДПР, был заместителем председателя комитета по обороне.
1995 — победив на выборах в депутаты Государственной Думы Российской Федерации по Искитимскому одномандатному округу № 127 Новосибирской области, стал единственным представителем ЛДПР, который попал в Госдуму по одномандатному округу, а не по партийным спискам. Входил во фракцию ЛДПР, был членом комитета ГД РФ по обороне. Так же участвовал в качестве кандидата в выборах губернатора Новосибирской области в декабре 1995 года.
1996 — был доверенным лицом В. В. Жириновского на президентских выборах. В том же году на выборах депутатов Новосибирского городского Совета кандидаты от ЛДПР получили 11 из 25 депутатских мандатов. Избирательной кампанией руководил Логинов.
В декабре 1999 года повторно участвовал в выборах губернатора Новосибирской области и депутата Государственной Думы Российской Федерации по списку «Блока Жириновского», но проиграл на обоих, и перешёл на работу помощника председателя фракции ЛДПР в Государственной Думе. Фракцию возглавлял Игорь Лебедев. В 2000 году был назначен руководителем Центрального аппарата ЛДПР.
В декабре 2000 года выдвигался кандидатом от ЛДПР в депутаты Новосибирского городского Совета по одномандатному округу № 22, занял 4-е место из 6-ти.
В марте 2001 года баллотировался в депутаты Государственной Думы РФ на дополнительных выборах по Коломенскому одномандатному округу № 106. Выборы проиграл.
В декабре 2001 года выдвигался кандидатом от ЛДПР в депутаты Новосибирского областного Совета по одномандатному округу № 23, занял 4-е место из 7-ми.
В сентябре 2002 года получил мандат депутата Государственной Думы Российской Федерации по списку «Блока Жириновского» вместо погибшего в автокатастрофе депутата Владимира Семенкова, входил во фракцию ЛДПР.
После того, как в декабре 2003 года не был переизбран в Государственную Думу и в очередной раз проиграл на губернаторских выборах, вернулся к службе в Вооружённых силах и подчиняясь закону о прохождении воинской службы и закону о политических партиях, приостановил своё членство в ЛДПР.
В апреле 2010 года был назначен заместителем координатора Новосибирского регионального отделения ЛДПР. Однако 7 августа Новосибирское региональное отделение ЛДПР возглавил бывший помощник Логинова, бывший депутат Государственной Думы В. А. Овсянников, а сам Логинов не был включён в партийный список ЛДПР на выборы в Новосибирское областное Законодательное Собрание.
10 октября 2010 года Евгений Логинов занял 4-е место из пяти на выборах в Новосибирское областное Законодательное Собрание по одномандатному округу № 12 (г.Искитим), был выдвинут путём самовыдвижения.
10 марта 2013 года, в качестве кандидата-самовыдвиженца, принимал участие в выборах Главы Новосибирского района Новосибирской области. Занял 3-е место из пяти.
В марте 2014 года стал единственным самовыдвиженцем, сумевшем пройти процедуру регистрации кандидатом на выборах мэра г. Новосибирска. 6 апреля по итогам голосования занял 3-е место из 11-ти.

## Общественная деятельность
Евгений Логинов — регулярный участник Русских маршей, организатор Русских пробежек. Подвергался задержаниям полицией за участие в протестных акциях и судебным преследованиям. В суде был оправдан.
На данный момент — активный деятель Русского национально-патриотического движения России. Лидер незарегистрированной партии «Русский прорыв».
Проживает в Новосибирске. Женат, воспитывает троих детей.
Участник боевых действий в Донбассе.

## Интересные факты
- В 1995 году во время выборов губернатора Новосибирской области, Логинов в прямом телеэфире вытащил наручники и пообещал, что, став губернатором, лично наденет их на бывшего главу администрации Новосибирской области Виталия Муху и депутата Совета Федерации Федерального Собрания РФ от Новосибирской области Алексея Мананникова, соперничавших с ним в тот момент на губернаторских выборах.
- 21 февраля 1997 года депутат Государственной Думы Евгений Логинов заявил на заседании, что Аркадий Саркисян, будучи начальником службы безопасности Саянского алюминиевого завода «устроил фактически концентрационный лагерь и помимо просто преступной криминальной деятельности проводил деятельность по ущемлению и дискриминации русского населения, вместе с хакасским меньшинством организовывал на предприятиях террор против русских. Была даже установлена официальная такса, когда за донос на любого русского Саркисян выплачивал 360 тысяч». А в декабре 2007 года Аркадий Саркисян был избран депутатом Государственной Думы РФ по списку ЛДПР.
- 2 января 1998 года в Новосибирске было совершено покушение на предпринимателя Якова Лондона. Получив 7 пуль в спину, Лондон выжил, но остался инвалидом (перебит позвоночник). Входе предварительного следствия, Лондон заявил, что у него ни с кем не было финансовых конфликтов, но было и есть политическое противостояние с местной организацией ЛДПР во главе с Логиновым и его окружением. Впоследствии за покушение на Якова Лондона были осуждены его деловые партнёры по медиабизнесу.
- 7 августа 2010 года на конференции Новосибирского регионального отделения ЛДПР Владимир Овсянников заявил, что «…Логинов уже давно покинул ЛДПР…».
- Долгое время его помощниками были: известный националист Николай Курьянович, начальник штаба отряда специального назначения «Витязь» Андрей Головатюк и известный молодёжный лидер Павел Пятницкий.